# Polythysana apollina
Polythysana apollina är en fjärilsart som beskrevs av Felder 1874. Polythysana apollina ingår i släktet Polythysana och familjen påfågelsspinnare. Inga underarter finns listade i Catalogue of Life.